# Княжество Беневенто
Герцогство, а затем княжество Беневенто — лангобардское государство в Южной Италии, существовавшее в VI — XI веках. 
За исключением короткого промежутка времени было независимо от Лангобардского королевства, затем умело лавировало между Западной и Восточной империями. В середине IX века от Беневенто отделилось княжество Салерно. В XI веке уменьшившееся до размеров столичного города княжество стало частью папских владений.
В 1806 году после захвата Беневенто, Наполеон создал княжество для Талейрана, который сохранял титул до 1814 года и довольно эффективно управлял княжеством помимо других своих обязанностей. В феврале 1814 года княжество было захвачено Мюратом и возвращено папе Венским конгрессом.

## Образование герцогства
Обстоятельства образования герцогства остаются неясными. По одним данным, лангобарды прибыли в Южную Италию раньше, чем завоевали долину По, то есть ранее 571 года. По другим данным, лангобарды пришли в Южную Италию только в 590 году. Первым известным герцогом Беневенто был Зотто, изначально бывший независимым правителем, а затем признавший суверенитет лангобардских королей Павии. Наследником Зотто стал его племянник Арехис, заложив традицию передачи власти в Беневенто по наследству.
В дальнейшем герцоги Беневенто были практически независимыми от королевства Павии, невзирая на общность языка, законов и религии (лангобарды оставались арианами в католическом окружении). Территория Равеннского экзархата, а затем Папской области отделяла Беневенто от северного королевства. В Беневенто вплоть до XI века сохранялся особый беневентанский богослужебный обряд, беневентский хорал, успешно противостоявший григорианскому, а также беневентский латинский шрифт.

## Расширение Беневенто при преемниках Зотто
В течение VII века герцогство Беневенто расширило свою территорию в результате удачных войн с Византией. Арехис, преемник Зотто, овладел Капуей и Кротоной, разорил Амальфи, но не смог взять Неаполь. К концу правления Арехиса в руках византийцев остались лишь Калабрия и ряд прибрежных городов Кампании (Неаполь, Амальфи, Гаэта, Сорренто) и Апулии (Бари, Бриндизи, Отранто), а все прочие территории Южной Италии стали подвластны Беневенто. В 662 году герцог Гримоальд I вмешался в междоусобную войну двух лангобардских королей, убил их обоих и занял королевский трон. С именем Гримоальда I связана последняя неудачная попытка восстановить арианское вероисповедание, всё более отступавшее перед католицизмом. В 663 году Беневенто был осаждён византийским императором Константом II, решившим перенести центр империи на запад и поэтому пытавшимся восстановить византийское господство в Италии. Герцогу Ромуальду I, сыну Гримоальда I, удалось удержать город, а затем разбить часть отступавшей в Неаполь византийской армии при Форино. В 680 году Византия и Беневенто подписали мирный договор.
В последующие десятилетия Беневенто изредка воевало с Византией, но главным врагом герцогства в этот период было Лангобардское королевство. Король Лиутпранд несколько раз пытался возвести на герцогский трон своих кандидатов, а его преемник Ратхис объявил Беневенто и соседнее герцогство Сполето враждебными королевству и запретил своим подданным торговать с герцогствами без королевского позволения.

## «Вторая Павия»
В 758 году лангобардский король Дезидерий сумел на короткое время подчинить себе Беневенто и Сполето. Но уже в 774 году Лангобардское королевство было завоёвано Карлом Великим, и Беневенто вновь стало независимым. Герцог Арехис II предполагал принять королевский титул и превратить Беневенто во вторую Павию (лат. secundum Ticinum). Но титул короля лангобардов принял Карл Великий, и Арехис II, чтобы не раздражать могущественного соседа, удовольствовался титулом князя. В 787 году Карл Великий осадил Беневенто, и Арехис II был вынужден признать себя вассалом Карла. В 788 году в Беневенто вторглись византийские войска под командование Адельхиза, сына последнего лангобардского короля Дезидерия, но князь Гримоальд III, сын Арехиса II, при помощи франков разбил византийцев. В последующие годы франки несколько раз нападали на Беневенто, в 814 году Гримоальд IV был вынужден принести клятву верности Людовику I Благочестивому, затем эту клятву повторил его преемник Сико. На деле беневентские князья не исполняли своих обязательств по отношению к франкским монархам. Последующее ослабление власти Каролингов в Италии окончательно превратило Беневенто в фактически независимое государство.
В правление князя Сикарда Беневенто достигло вершины своего могущества, власть княжества признали Амальфи и Неаполь.
В начале IX века Беневенто на деле становится второй Павией: границы города значительно расширились, были построены собор святой Софии (в пику Константинополю) и княжеский дворец.

## Распад княжества

Раздел Беневентского княжества в IX веке

В 841 году князь Сикард был убит, его убийца Радельхис I и брат Сиконульф были провозглашены князьями. Между ними началась междоусобная война, в ходе которой обе стороны призывали на помощь арабов. Последние разорили Неаполь, Салерно и Беневенто. В 849 году король Италии Людовик II разделил княжество между соперниками: южная часть со столицей в Салерно стала отдельным княжеством под властью Сиконульфа, а под властью Радельхиса I осталось собственно Беневенто с нынешними областями Молизе и Апулия (к северу от Таранто). В последующие десятилетия Византия возвратила себе значительную часть своих бывших владений в Апулии. В результате раздела княжества и византийских завоеваний Беневенто значительно ослабело.
В 899 году князь Капуи Атенульф I завоевал Беневенто и объявил два княжества единым и неделимым государством. При этом Атенульф I установил систему соправительства, при которой все члены династии одновременно были князьями-соправителями. Система работала в течение более полувека, пока князь Пандульф I не оказался единственным правящим князем Беневенто и Капуи. В 978 году он стал ещё и князем Салерно, а в 981 году получил от Оттона II герцогство Сполето, объединив, тем самым, все четыре лангобардских государства Южной Италии. После смерти Пандульфа I (981) его владения были разделены между сыновьями, и в 982 году в руках Пандульфа II осталось только Беневенто.
В начале XI века Беневенто уже значительно уступало по территории и силе соседям — Капуе и Салерно. В 1022 году император Генрих II в ходе своего кампании захватил Беневенто, но после неудачной осады Трои возвратился в Германию. В последующие десятилетия Беневенто не участвовал в политической жизни Южной Италии, в которой всё большую роль играли норманны. Сын беневентского князя Атенульф был приглашён восставшими норманнами и апулийскими лангобардами возглавить восстание против Византии, но вскоре предал восставших, что окончательно лишило Беневенто политического веса. В результате граждане Беневенто прогнали князя и согласились принять в качестве правителя папу, бывшего до этого лишь номинальным сувереном княжества.
В 1053 году город Беневенто (единственное, что осталось от некогда обширного княжества) был взят Робертом Гвискаром, но затем возвращён папе. В 1078—1081 годах Роберт Гвискар вновь владел городом, но затем возвратил город папе Григорию VII. С 1081 года Беневенто становится частью папских владений. При этом с 1130 по 1806 годы Беневенто был анклавом, окружённым со всех сторон территорией Сицилийского, а затем Неаполитанского королевств.

## Наполеоновское княжество
В 1806 году Беневенто было отнято Наполеоном у папы Пия VII и пожаловано Талейрану. Таким образом, епископ-расстрига, отказавшийся от сана во время революции, стал преемником пап на беневентском престоле. В 1815 году Беневенто вернули папам, а в 1860 году он стал частью объединённой Италии.